# Allocapnia stannardi
Allocapnia stannardi är en bäcksländeart som beskrevs av Ross 1964. Allocapnia stannardi ingår i släktet Allocapnia och familjen småbäcksländor. Inga underarter finns listade i Catalogue of Life.